# Helena Garabíková
Helena Černohorská-Garabíková (* 18. Januar 1970 in Výprachtice) ist eine ehemalige tschechoslowakische Biathletin.
Helena Garabíková lebt in Jablonec nad Nisou. Sie legte 1988 ihr Abitur in Vrchlabí ab. Garabíková gehörte zu den Biathletinnen, die bei den Olympischen Winterspielen 1992 in Albertville an den erstmals ausgetragenen Biathlonrennen für Frauen teilnahm. Sie startete hier einzig im ersten Rennen, dem Sprint, und wurde mit einem Fehler im Liegend- und zwei Fehlern im Stehendanschlag 62. Mehrfach kam sie in Rennen des Weltcups zum Einsatz und erreichte dabei auch die Punkteränge.

## Weltcup-Platzierungen
Die Tabelle zeigt alle Platzierungen (je nach Austragungsjahr einschließlich Olympische Spiele und Weltmeisterschaften).
- 1.–3. Platz: Anzahl der Podiumsplatzierungen
- Top 10: Anzahl der Platzierungen unter den ersten zehn (einschließlich Podium)
- Punkteränge: Anzahl der Platzierungen innerhalb der Punkteränge (einschließlich Podium und Top 10)
- Starts: Anzahl gelaufener Rennen in der jeweiligen Disziplin
- Staffel: inklusive Mixed-Staffel

| Platzierung                                                                                                | Einzel | Sprint | Verfolgung | Massenstart | Team | Staffel | Gesamt |
| --- | ------ | ------ | ---------- | ----------- | ---- | ------- | ------ |
| 1. Platz                                                                                                   |        |        |            |             |      |         |        |
| 2. Platz                                                                                                   |        |        |            |             |      |         |        |
| 3. Platz                                                                                                   |        |        |            |             |      |         |        |
| Top 10 |        |        |            |             |      |         |        |
| Punkteränge                                                                                                |        | 1      |            |             |      |         | 1      |
| Starts | 1      | 2      |            |             |      |         | 3      |
| Stand: Karriereende, einschließlich Weltmeisterschaften und Olympischen Spielen, Daten wohl nicht komplett |        |        |            |             |      |         |        |